# Marcel Marceau
Marcel Marceau (22 tháng 3 năm 1923 - 22 tháng 12 năm 2007) là nghệ sĩ kịch câm nổi tiếng của Pháp, đặc biệt qua nhân vật chú hề Bip.

## Thời kỳ đầu
Ông có tên khai sinh Marcel Mangel, sinh năm 1923 tại Strasbourg, Pháp, là con trai của Anne (tên thời thiếu nữ Werzberg) và Charles Mangel.. Khi ông 4 tuổi, gia đình chuyển tới Lille, những sau đó đã quay trở lại Strasbourg khi ông bước vào tuổi thiếu niên. Ngay từ nhỏ, ông đã bị lôi cuốn bởi những bậc thầy về hài kịch và phim câm như Buster Keaton, Harold Lloyd, Laurel và Hardy, anh em nhà Marx và đặc biệt là Charlie Chaplin.
Năm ông 16 tuổi, Pháp tham gia Thế chiến II, do đó nên gia đình gốc Do Thái của ông phải chuyển từ Strasbourg, vùng gần biên giới Đức, đến Limoges. Cha ông, một người hàng thịt, bị Gestapo bắt và cuối cùng đã chết tại trại tập trung Auschwitz vào năm 1944. Marcel và chị gái mình là Alain đã lấy họ là Marceau nhằm để che giấu nguồn gốc Do Thái của mình và cũng để thể hiện sự thách thức, khi mà họ mới của hai chị em bắt nguồn từ François Séverin Marceau-Desgraviers, một vị tướng của Cách mạng Pháp. Hai chị em sau đó gia nhập kháng chiến Pháp chống lại Đức Quốc xã ở Limoges, nơi họ đã bảo vệ nhiều trẻ em Do Thái thoát khỏi các trại tập trung. Sau này hai người cũng tham gia Lực lượng Pháp tự do của Charles de Gaulle. Nhờ khả năng nói tiếng Anh xuất sắc, nên Marcel trở thành một sĩ quan liên lạc trong quân đội của George S. Patton.
Nhờ khả năng trời cho về cử động và diễn xuất cùng với niềm say mê từ thuở nhỏ, Marcel đã trở thành một diễn viên. Sau chiến tranh, năm 1946, ông trở thành học trò tại Trường kịch nghệ của Charles Dullin tại Nhà hát Sarah Bernhardt ở Paris, nơi ông đã được học với những thầy giáo như Joshua Smith và đặc biệt là bậc thầy Étienne Decroux, người đã từng dạy cho Jean-Louis Barrault. Marceau gia nhập công ty của Barrault, và được đóng vai diễn đầu tiên: Arlequin trong vở kịch câm Baptiste, dựa trên nhân vật mà Barrault đã đóng trong bộ phim nổi tiếng Les Enfants du Paradis. Buổi trình diễn của Marceau được hoan nghênh nhiệt liệt và ông được khuyến khích công diễn vở kịch câm đầu tiên do mình sáng tác, mang tên Praxitèle et le poisson d'or (Praxitele và con cá vàng) tại Nhà hát Bernhardt cũng trong năm đó. Vở diễn đã được mọi người ủng hộ và điều này cũng đánh dấu bước đầu hình thành sự nghiệp kịch câm của Marceau.
Trước khi trở thành một diễn viên kịch câm, Marcel Marceau cũng từng khiêu vũ với Rina Shaham, và bà đã kết thúc sự cộng tác của họ để theo đuổi sự nghiệp múa hiện đại tại Israel.
Marcel đã kết hôn và li dị 3 lần với:
- Huguette Malle: Họ có hai con trai tên Michel và Baptiste
- Ella Jaroszewicz
- Anne Sicco: Họ có hai con gái tên Camille và Aurélia[6]

## Sự nghiệp sân khấu

### Nhân vật Bip

Marcel Marceau trong vai diễn chú hề Bip.

Năm 1947, ông sáng tạo ra nhân vật "Bip", thay đổi một chữ trong "Pip", tên một vị anh hùng yêu thích của ông trong tác phẩm Great Expectations của Charles Dickens. Đó là một chú hề lúc nào cũng mặc áo chui đầu có sọc dường như quá ngắn, một chiếc quần dường như quá dài và đội một chiếc mũ chóp méo mó có gắn trên đó một bông cẩm chướng đỏ - để biểu thị cho sự mong manh nhưng cũng rất ngọt ngào của cuộc đời. Ông luôn trang điểm cho nhân vật của mình một khuôn mặt trắng, dựa trên nhân vật Pierrot của Jean-Gaspard Deburau và cũng để nhớ đến phong cách kịch câm của Pháp trong thế kỷ 19.
Nhân vật Bip luôn gặp tai nạn với tất cả mọi thứ và ở tất cả mọi nơi: từ con bướm đến con sư tử, trên xe lửa hay trên thuyền, từ sàn nhảy cho đến hàng ăn. Giống như Pedrolino của Commedia dell'Arte và Pierrot của Deburau, Bip có một địa vị thấp kém, nhưng lại luôn luôn mơ về một điều gì đó tốt đẹp hơn. Trong một số tác phẩm như Bip đóng David và Goliath, Bip mơ mình là Don Juan, và Bip, Ngôi sao lớn của rạp xiếc, anh ta lại có những sự tưởng tượng đầy tính trẻ con. Marcel luôn để cho Bip được mơ mộng, nhưng lúc nào ông cũng bắt anh ta quay trở lại tận cùng của Trái Đất. Bip đầy sáng tạo, cũng rất dễ xúc động và dễ tổn thương, nhưng chính sự đơn giản của anh ta đã cho phép anh ta chịu đựng được mọi bất hạnh và vẫn giữ được tình yêu với cuộc đời. Ông đã từng so sánh nhân vật Bip với Don Quixote, người đã dám chống lại cả cối xay gió dù với khả năng bất lực.
Giống như Little Tramp của Charlie Chaplin, chú hề Bip đã trở thành một cái tôi khác (alter ego) của Marcel Marceau. "Sinh ra trong trí tưởng tượng của tuổi thơ tôi", Marceau đã viết: "Bip là một người hùng lãng mạn và hài hước trong thời đại của chúng ta. Anh ấy không chỉ nhìn hướng về thiên đường, mà còn vào tận trong trái tim của con người"

### Những sáng tạo khác
Những động tác kịch câm của Marcel bắt nguồn từ những sáng tạo của Etienne Decroux và Jean-Louis Barrault, những người đã làm việc không mệt mỏi trong suốt những năm 1930 để tìm ra những vận động mang tính kịch của con người. Những thành quả này đem đến kĩ thuật, sự cách điệu mà cho phép những nghệ sĩ kịch câm có thể trở thành những người "làm hữu hình sự vô hình", theo câu nói của Decroux.

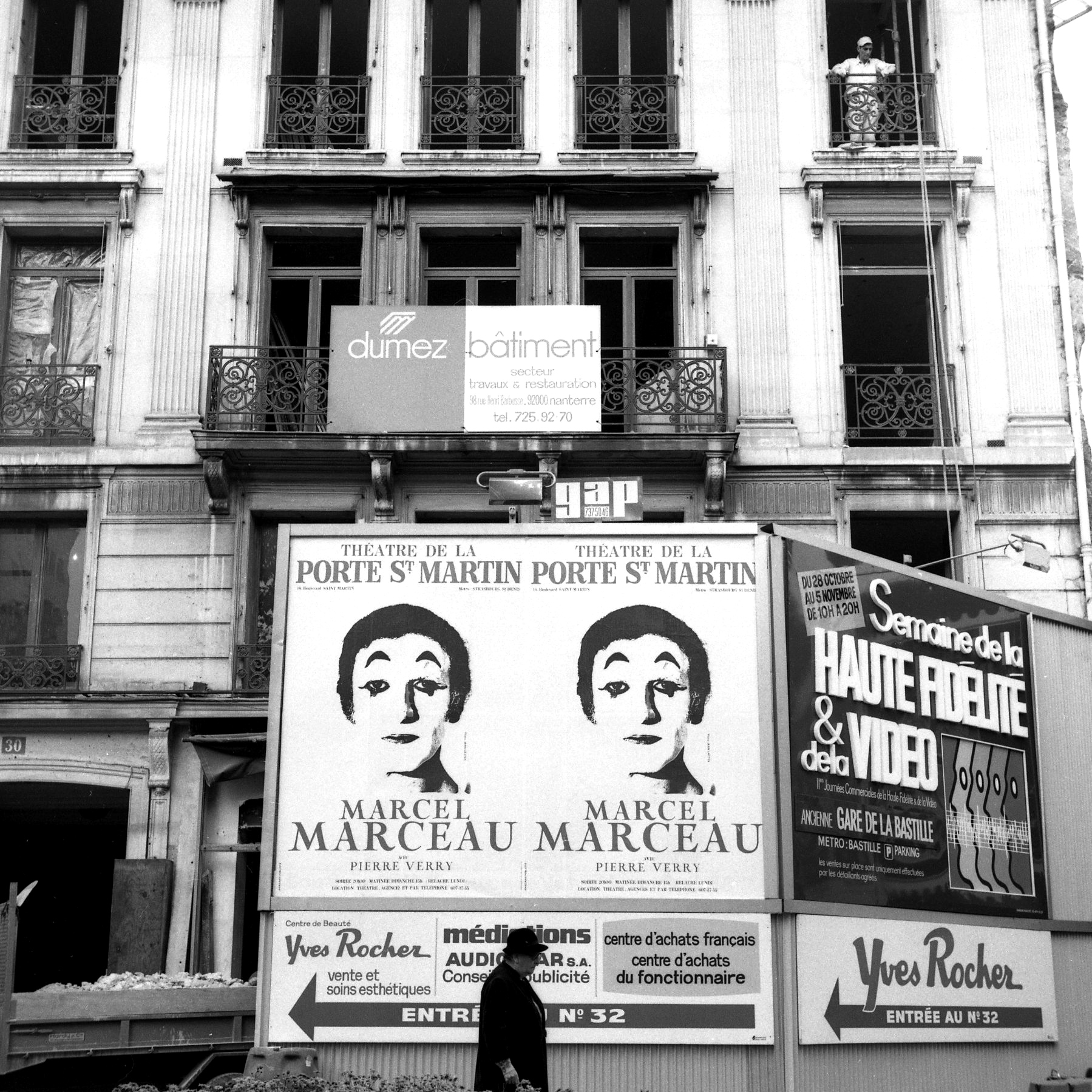
Poster của Marcel Marceau trên một đường phố ở Paris

Khi Marcel giới thiệu những tác phẩm tương tự của ông, chúng về bản chất là những chuỗi động tác ngắn, với mục đích làm khán giả phải kinh ngạc với những kĩ năng của nghệ sĩ kịch câm và khiến họ đánh giá đúng những động tác này khi tách biệt với nội dung vở kịch. Những tác phẩm nổi tiếng của ông như Đi ngược gió, Cái cũi, Thợ làm mặt nạ, hay Trong công viên..., là sự châm biếm với tất cả mọi thứ, từ người thợ điêu khắc đến anh chàng đấu bò, được coi là những tác phẩm của thiên tài. Trong tác phẩm Tuổi trẻ, trưởng thành, tuổi già và cái chết miêu tả tuổi tác của con người, một nhà phê bình đã viết: "Ông ấy đã hoàn thành chỉ chưa đầy hai phút tất cả những gì mà hầu hết các tiểu thuyết gia không thể làm trong một bộ sách". Michael Jackson đã mô phỏng động tác Đi ngược gió (Walking against the wind) trong bước đi "moonwalk" nổi tiếng của mình.
Năm 1949, sau khi nhận giải thưởng kịch câm danh giá mang tên Deburau (thành lập để tưởng nhớ huyền thoại kịch câm Jean-Gaspard Deburau) cho vở kịch thứ hai mang tên Mort avant l'Aube (Chết trước bình minh), Marceau đã sáng lập công ty Compagnie de Mime Marcel Marceau của riêng mình - là công ty kịch câm duy nhất trên thế giới vào thời điểm đó. Đoàn của ông đã diễn tại những nhà hát hàng đầu của Paris như Théâtre des Champs-Élysées, Théâtre de la Renaissance và Théâtre Sarah-Bernhardt, cũng như nhiều nhà hát khác trên khắp thế giới. Từ 1959-1960, những vở kịch ông biểu diễn, trong số đó có Le Manteau (Chiếc áo choàng) dựa trên tác phẩm của Gogol, đã chiếm lĩnh nhà hát Amibigu Theatre ở Paris trong suốt cả năm. Tổng cộng ông đã sản xuất 15 vở kịch câm, trong dó có Pierrot de Montmartre, Un soir aux Funambules (Buổi tối đi trên dây), Les Trois Perruques (3 bộ tóc giả), Le 14 Juillet (Ngày 14 tháng 7), Paris qui Rit, Paris qui Pleure (Paris cười, Paris khóc), Con sói của Tsu Ku Mi và Don Juan (dựa trên tác phẩm của Tirso de Molina).

## Thành công trên toàn thế giới
Marcel đã biểu diễn trên toàn thế giới với mục đích phổ biến "nghệ thuật của sự im lặng" (L'art du silence). Ông lưu diễn lần đầu tiên đến Mỹ vào năm 1955-1956, ngay sau đêm trình diễn đầu tiên của mình tại Bắc Mỹ trong Festival Stratford của Canada. Sau buổi diễn đầu tiên tại Phoenix Theater ở New York và nhận được những lời phê bình tích cực, chuyến lưu diễn của ông tiếp tục đến với nhà hát Barrymore lớn hơn thể theo yêu cầu của công chúng. Sau lần lưu diễn đầu tiên, ông đã quay trở lại với những đêm diễn phá vỡ kỉ lục về khán giả tại San Francisco, Chicago, Washington, D.C., Philadelphia, Los Angeles và nhiều thành phố lớn khác. Tên tuổi ông đã trở nên nổi tiếng trên toàn thế giới, với những tour diễn kế tiếp đến mọi nơi trên toàn thế giới và thu hút một lượng lớn công chúng. Có thời điểm ông đã lưu diễn khoảng 200 đêm diễn trong một năm, đi xuyên qua đại dương tới Nam Mỹ, châu Phi, châu Úc, Trung Quốc, Nhật Bản, Đông Nam Á, Nga và châu Âu. Lần lưu diễn gần đây nhất của ông là ở Mỹ vào năm 2004, quay trở lại Châu Âu năm 2005 và Châu Úc năm 2006.
Nghệ thuật của Marceau đã trở nên quen thuộc với tất cả mọi người trên thế giới thông qua truyền hình. Lần xuất hiện đầu tiên của ông trong vai trò ngôi sao khách mời tại Max Liebman Show of Shows đã giúp ông nhận được một giải Emmy trong lĩnh vực truyền hình. Ông xuất hiện trên BBC với vai Scrooge trong A Christmas Carol năm 1973. Ông là khách mời quen thuộc của Johnny Carson, Merv Griffin, Mike Douglas và Dinah Shore và ông đã kết hợp với Red Skelton trong 3 chương trình về kịch câm. Ngoài ra, Marcel đã có riêng một chương trình của riêng mình mang tên "Gặp gỡ Marcel Marceau"
Marcel cũng thể hiện khả năng đa dạng của mình ở lĩnh vực điện ảnh trong các phim như: First Class, bộ phim ông đóng tới 17 vai; Shanks, bộ phim ông kết hợp cả nghệ thuật câm lặng và tài năng ngôn từ khi đóng vai một người điều khiển rối bị câm điếc và một nhà khoa học bị điên; Barbarella với vai giáo sư Ping và Silent Movie, bộ phim câm của Mel Brooks mà ông đóng vai chính mình, trong đó ông đã nói một câu duy nhất, một từ duy nhất của cả bộ phim: "Non!". Ông cũng tham gia đóng một vai trong bộ phim kinh phí thấp dựa trên câu chuyện cuộc đời ông mang tên Paint It White. Bộ phim không bao giờ được hoàn thành bởi một diễn viên trong bộ phim, một người bạn lâu năm mà ông quen khi học ở trường, đã mất khi bộ phim quay được nửa chừng.

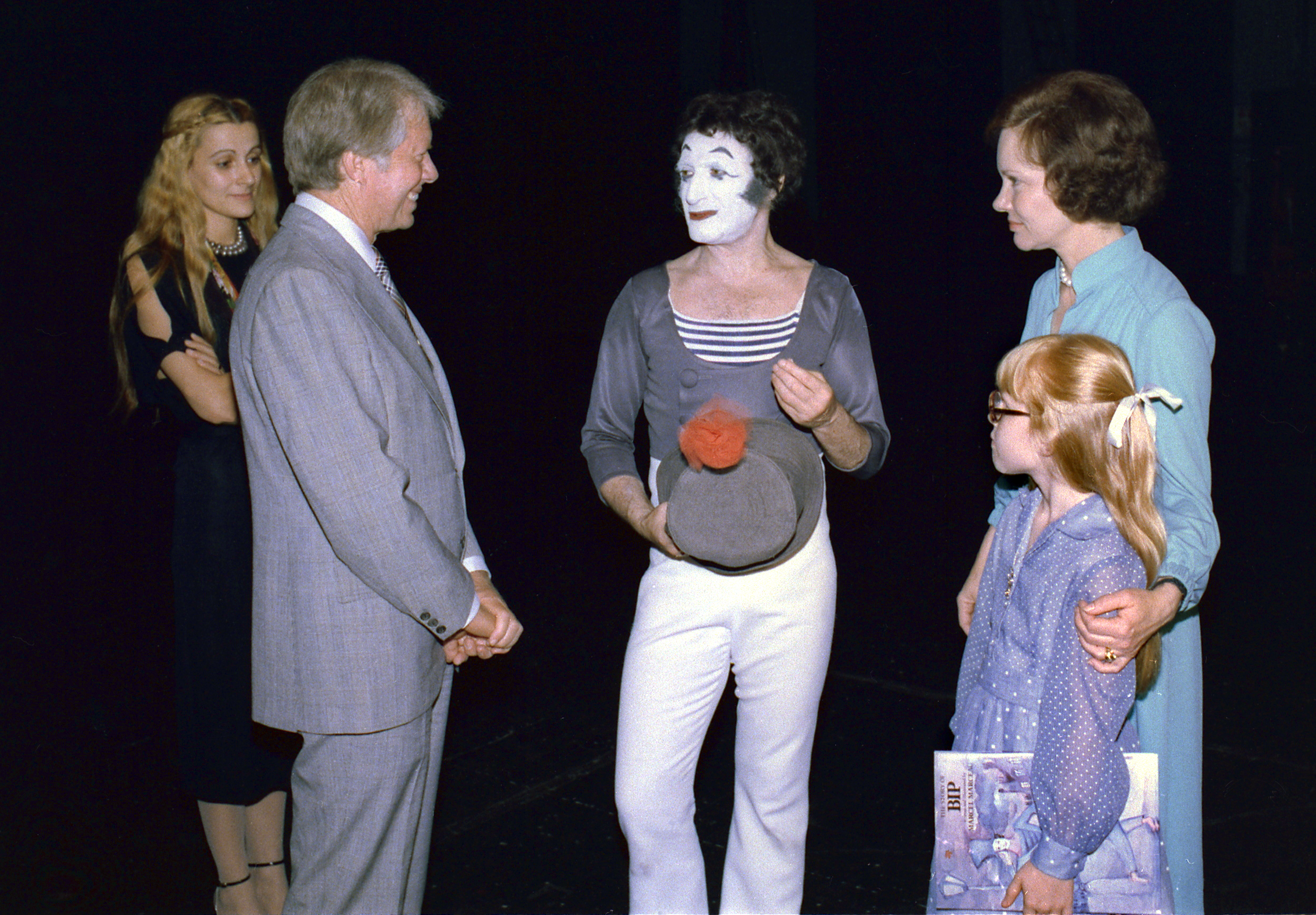
Marcel đứng với Tổng thống Mỹ Jimmy Carter, Rosalynn Carter và Amy Carter, 16 tháng 6 năm 1977

Với vai trò một tác giả, Marcel đã xuất bản hai cuốn sách dành cho trẻ em là Marcel Marceau Alphabet Book và Marcel Marceau Counting Book, cũng như một số bài thơ và tranh minh họa, bao gồm La ballade de Paris et du Monde (Bản ballad của Paris và của thế giới), một cuốn sách tranh mà ông viết năm 1966, và The Story of Bip (Câu chuyện của Bip) được ông viết và minh họa, xuất bản bởi Harper and Row. Năm 1982, Le Troisième Œil (Con mắt thứ 3), bộ sưu tập gồm 10 tờ in thạch bản cổ do ông sưu tập, được ông chú thích và xuất bản ở Paris. Cuốn sách Pimporello cũng được xuất bản ở Paris vào năm 1987. Năm 2001, một cuốn sách ảnh mới dành cho trẻ em Bip in a Book, xuất bản bởi Stewart, Tabori & Chang, cũng xuất hiện trong các quầy sách của Mỹ, Pháp và Úc. Ông cũng viết lời đề tựa cho cuốn sách năm 1985 của nghệ sĩ đi trên dây Philippe Petit mang tên On The High Wire và cuốn sách năm 1993 của Stefan Niedzialkowski và Jonathan Winslow mang tên Beyond the Word - the World of Mime.
Năm 1978, ông thành lập ngôi trường về kịch câm ở Paris École Internationale de Mimodrame de Paris, Marcel Marceau (Trường Kịch câm Quốc tế Paris, Marcel Marceau). Năm 1996, ông thành lập Quỹ Marceau để thúc đẩy nghệ thuật kịch câm ở Hoa Kỳ.
Năm 1995, ông cùng Michael Jackson dự định một đêm diễn cho HBO, những dự án không được hoàn thành. Năm 1999, sau khi Marceau trở lại với những đêm diễn solo quen thuộc của mình ở New York và San Francisco sau 15 năm vắng bóng những thành công về phê bình và doanh thu, sự nghiệp của ông được phục hưng cùng với sự ủng hộ mạnh mẽ của công chúng. Ông sau đó tiếp tục đi đến những nhà hát lớn của Mỹ như Ford's Theatre ở Washington, D.C., American Repertory Theatre ở Cambridge, Massachusetts, và Geffen Playhouse ở Los Angeles. Thập niên 1990-2000, ông cùng công ty của mình tiếp tục thực hiện những vở kịch câm như Le Chapeau Melon (Mũ quả dưa) và Les Contes Fantastiques (Câu chuyện tưởng tượng) và công diễn ở Pháp, Mỹ và nhiều nơi trên thế giới.
Ông mất vào ngày 22 tháng 12 năm 2007 tại nhà riêng ở Cahors vào đúng ngày lễ Yom Kippur của người Do Thái, ở tuổi 84. Hài cốt của Marcel Marceau được chôn cất tại Nghĩa trang Père-Lachaise ở Paris.

## Vinh danh
Ông đã được Chính phủ Pháp trao tặng Huân chương Bắc đẩu bội tinh bậc sĩ quan, và năm 1978, ông được nhận Médaille Vermeil de la Ville de Paris. Tháng 11 năm 1998, ông được Tổng thống Jacques Chirac trao tặng Huân chương Quốc gia Mérite dành cho bậc Đại sĩ quan. Ông là thành viên của Viện Mỹ thuật Berlin, Viện Mỹ thuật Munich, Viện hàn lâm Mỹ thuật của Institut de France.
Marceau đã được nhận học vị tiến sĩ danh dự của Đại học bang Ohio, Cao đẳng Linfield, Đại học Princeton và Đại học Michigan.
Năm 1999, thành phố New York đã lấy ngày 18 tháng 3 làm ngày Marcel Marceau (Marcel Marceau Day).
Ông trở thành người thứ 11 được nhận Huy chương Wallenberg vào ngày 30 tháng 4 năm 2001. Tháng 4 năm 2002, ông trở thành Đại sứ thiện chí của Liên Hợp Quốc cho những người cao tuổi.

## Trong văn hóa đại chúng
- Tác phẩm Sáng tạo thế giới của Marcel, kể lại hai chương đầu trong Sách Sáng thế, lại được thể hiện lại bởi Axel Jodorowsky trong bộ phim năm 1989 Santa Sangre của Alejandro Jodorowsky.
- Ông được nhắc đến trong ca khúc của "Weird Al" Yankovic mang tên She Never Told Me She Was A Mime: "[she] Carries 'round a picture of Marcel Marceau...".
- Nghệ sĩ kịch câm Nhật Bản Maruse Taro chịu ảnh hưởng lớn bởi Marcel Marceau, và nghệ danh của ông bắt nguồn từ tên Marceau.
- Một diễn viên kịch câm có hình dạng giống như Marcel xuất hiện trong video năm 1991 của Dwight Yoakam It Only Hurts When I Cry.
- Marcel Marceau đã bị nhại lại trong một số chương trình của Anh, ví dụ như Kenny Everett trong vai Maurice Mimer hay Alexei Sayle trong vai Monsieur Obergine.
- Trong Pokémon Red and Blue, có một Mr. Mime mang tên là Marcel.

## Các phim đã tham gia

### Diễn xuất
1. Joseph's Gift (1998).... The Snake
2. Kinski Paganini (1989).... Pantomime
3. Elogio della pazzia (1986)
4. Îles, Les (1983).... Directeur de l'IGN
5. Shanks (1974).... Malcolm Shanks/Old Walker (ông còn là biên đạo múa cho bộ phim)
6. Barbarella (1968).... Giáo sư Ping
7. Yego zvali Robert (1967)
8. Es (1966))
9. "The Red Skelton Show".... Bib (1966)
10. Schöne Lügnerin, Die (1959).... Mit seinem Ensemble
11. Un jardin public (1955).... La statue qui s'anime
12. Pantomimes (1954)
13. Journal masculin (1951)
14. Bague, La (1947)

### Trong vai chính mình
1. Spine Tingler! The William Castle Story (2007)
2. "Silent Clowns" (2006)
3. "HermanSIC" (2003)
4. Charlie: The Life and Art of Charles Chaplin (2003)
5. AFI's 100 Years, 100 Laughs: America's Funniest Movies (2000) (TV)
6. "Lauren Hutton and...".... Himself (1996)
7. Constellation Jodorowsky, La (1994)
8. Jonathan Ross Presents for One Week Only: Alejandro Jodorowsky (1991) (TV)
9. "Laugh-In" (1977, chương trình TV)
10. Silent Movie (1976)
11. "Good Morning America" (1975)
12. Giải Oscar thường niên lần thứ 46 (1974) (TV)
13. "The Tonight Show Starring Johnny Carson" (5 tập, 1970-1973)
14. "MisteRogers' Neighborhood" (1973)
15. "The David Frost Show" (1971)
16. "The Flip Wilson Show" (1970)
17. "Rowan & Martin's Laugh-In" (2 tập, 1968-1969)
18. Chut, chut, Marceau (1968) (TV)
19. "The Hollywood Palace" (1966)
20. Portrait-souvenir: Molière (1963) (TV)
21. "The Dinah Shore Chevy Show" (2 tập, 1956-1959)
22. "Toast of the Town" (4 tập, 1956-1958)